# Kasteel De Vanenburg
Kasteel De Vanenburg is een 17e-eeuwse buitenplaats in Putten in de Nederlandse provincie Gelderland. Tegenwoordig is Kasteel De Vanenburg een hotel, restaurant, trouw-, congres- en vergaderlocatie.

## Geschiedenis
De naam Vanenburg, of in die tijd Vaenborch, wordt voor het eerst genoemd in 1389 toen het als bezitting van de abdij Abdinghof te Paderborn aan Wolf van Putten te leen werd gegeven. De meeste informatie uit de vroege middeleeuwen die van het kasteel beschikbaar is, is afkomstig uit de archieven van drie kloosters, namelijk: het klooster te Werden, het Sint-Vitusklooster te Elten en Abdinghof te Paderborn. De kloosters ontvingen van grootgrondbezitters stukken land als geschenk. Omdat de afstand tussen de kloosters en de cadeaugegeven stukken grond zo groot was, werd het dagelijks beheer van de landerijen overgedragen aan de bewoner van de belangrijkste boerderij van de goederen. In 1559 kocht het klooster in Paderborn de landerijen in Putten van het klooster in Werden erbij. Tot deze goederen behoorde ook het "gut tho Nulde", wat later de Vanenburg zou worden.
Nadat het landgoed in de tijd daarop verschillende malen is verhuurd en doorverkocht, was het in 1622 compleet in handen van Jan van Angeren. Na zijn dood werd het landgoed verdeeld onder zijn kinderen en uit een van de documenten uit die tijd is vastgesteld dat er een huis op het landgoed stond. Dit huis zou niet op dezelfde plaats hebben gestaan als het huidige huis van de Vanenburg staat, maar volgens de overlevering "een kwart uur gaans westelijk van de nieuwe". Over dit huis is verder niets met zekerheid bekend. In 1637 werd het landgoed verkocht aan Peter van Appeltoorn, waarna het na zijn dood in het openbaar werd geveild. De hoogste bieder was Hendrick van Essen die het landgoed kocht. In 1664 gaven Hendrik van Essen en zijn tweede echtgenote Geertruid Margarethe van Varick de Amsterdamse architect Philips Vingboons opdracht een landhuis te ontwerpen op het landgoed Vanenburg. Dit huis was zoals Vingboons schreef 'soo sterck gebouwt van dicke Muuren, swaer van balcken en andersints, als een sterck Landt-huys soude kunnen gemaeckt worden'. Het wapen van de opdrachtgevers met het jaartal 1665 werd boven de ingang geplaatst. Deze steen met het alliantiewapen van Van Essen-Van Varick bevindt zich nu in het fronton van het huidige landhuis. De vorm die hij aan het gebouw gaf, is nog steeds de basis van het huidige Kasteel De Vanenburg.

### 1645 - 1868: De oorspronkelijke functie
Van 1389 tot 1645 had het landgoed een agrarische functie. Hendrick van Essen, die het nieuwe huis liet bouwen, gaf het meer het karakter van een buitenplaats, met behoud van die agrarische functie. Zijn nabestaanden hielden het tot aan het eind van de achttiende eeuw in stand. Het is moeilijk om achteraf een goede scheiding aan te brengen tussen de economische en de recreatieve functie van de Vanenburg in deze periode. Het kasteel was enerzijds een plaats waar ‘de heeren’ zich even konden ‘vermeyen’, zich konden ontspannen in een natuurrijke omgeving. Anderzijds leek de buitenplaats toch ook heel veel op een agrarisch bedrijf. In 1745 huwde Philips Hendrik van Goltstein met de erfgename Judith Margareta van Essen. Hun zoon jonkheer Evert Jan Benjamin van Goltstein was zeer Oranjegezind en raakte het landgoed kwijt in de patriottentijd. In 1820 kocht de zoon van Evert, de zojuist baron geworden Hendrik Rudolph Willem van Goltstein van Oldenaller (1790-1868), het landgoed terug. Inmiddels was het huis van bouwmeester Vingboons verdwenen, misschien omstreeks 1795 in brand gestoken door de Patriotten of later afgebroken, dat is niet zeker.

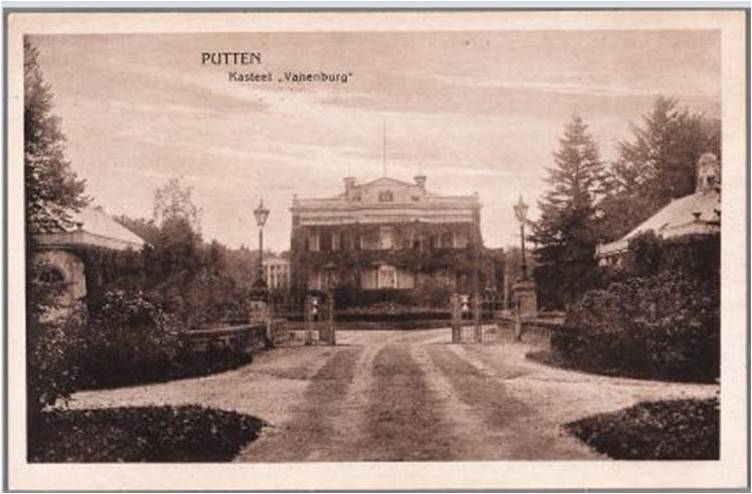
Voorterrein van De Vanenburg na 1924

### 1868 - 1931: Een nieuwe buitenplaats
Na het overlijden van Hendrik in 1868 werden zijn dochter Anna Frederika Everdine (1829-1917) en haar man, Frederik Willem Jacob van Aylva baron van Pallandt (1826-1906), eigenaar van de Vanenburg. Zij gaven opdracht een nieuw huis te ontwerpen en te bouwen. Mogelijk inspireerden twee villa’s die in 1860 aan het Willemspark in Den Haag werden gebouwd, de tekenaar. De basis van het kasteel bleef met de nieuwbouw intact; de nog bestaande bijgebouwen werden afgebroken en vervangen. De steen met het wapen van Van Essen-Van Varick werd teruggevonden in de gracht van het nabijgelegen kasteel Oldenaller en in het fronton geplaatst.

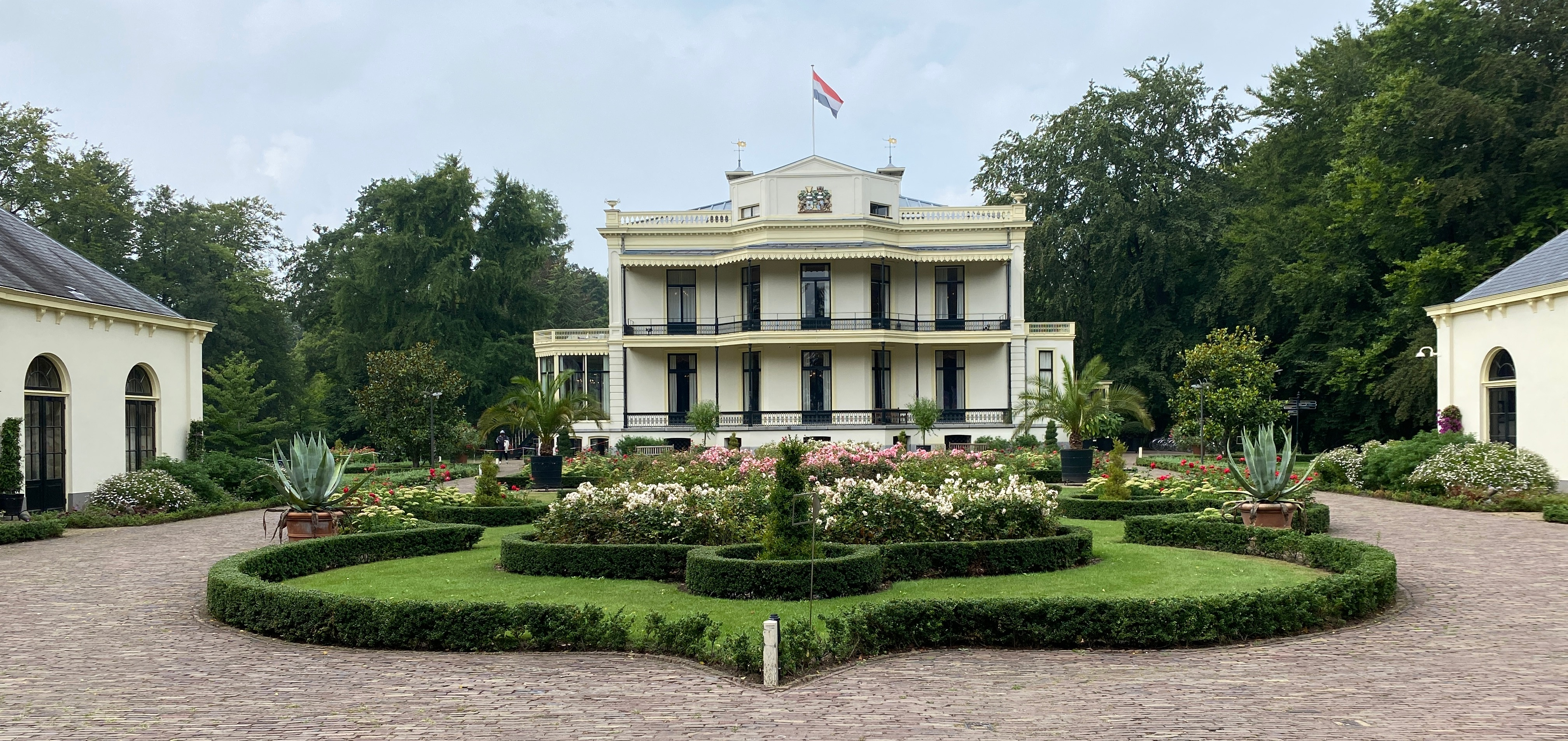
De Vanenburg met voorterrein en bijgebouwen in 2020

### 1931 - 2019
De twintigste eeuw is voor de Vanenburg uiterst bewogen geweest. Na de dood van de kinderloos gebleven Anna Frederika in 1917 verbrast haar neef Hugo ‘Joep’ baron van Pallandt de gehele erfenis en wordt de Vanenburg in 1931 geveild. Sindsdien is het huis niet meer particulier bewoond geweest. Het kasteel was in gebruik als vakantiekolonie, als gevangenkamp voor joden tijdens de bezetting en als opleidingsschool Bescherming Burgerbevolking van de overheid. Door verval en moderniseringen dreigde het complex zelfs verloren te gaan. In 1996 nam de Vanenburg Group, investeringsbedrijf van Jan Baan haar intrek in het pand en bracht het kasteel terug in zijn oorspronkelijke staat. In 2013 werd Landgoed De Vanenburg verkocht door Vanenburg Group aan investeringsmaatschappij Duo-Invest. Kasteel Vanenburg heeft zich per 11 april 2014 aangesloten bij Best Western hotels. In 2019 werd Kasteel De Vanenburg weer teruggekocht door Vanenburg Groep.